# Orixa
Orixa es un género con cuatro especies de plantas de flores perteneciente a la familia Rutaceae. 

## Especies seleccionadas
- Orixa japonica
- Orixa racemosa
- Orixa subcoriacea
- Orixa ternata